# Sunlight Jr.
Pour plus de détails, voir Fiche technique et Distribution.
Sunlight Jr. est un drame américain écrit et réalisé par Laurie Collyer, sorti en 2013 aux États-Unis. Le film est inédit en France. 

## Synopsis
Melissa Winters est caissière dans une épicerie, le Sunlight Jr. Mal payée, elle vit dans une chambre d'un hôtel miteux avec son copain Richie, un ancien réparateur de télévisions qui reçoit chaque mois une pension d'invalidité qu'il dépense dans la taverne du quartier. Le jour où elle découvre qu'elle est enceinte, ils vont devoir sérieusement affronter la réalité et prendre les bonnes décisions pour leur avenir.

## Fiche technique
- Titre original et français : Sunlight Jr.
- Réalisation et scénario : Laurie Collyer
- Directeur de la photographie : Igor Martinovic
- Montage : Curtiss Clayton
- Musique : J Mascis
- Producteurs : Charlie Corwin, Ariel Elia, Andrea Roa
- Société de production : Original Media et Alchemedia Films
- Pays d'origine : États-Unis
- Langue : anglais
- Genre : Drame
- Date de sortie : 
  -  États-Unis : 15 novembre 2013

## Distribution
- Naomi Watts : Melissa
- Matt Dillon : Richie
- Norman Reedus : Justin
- Tess Harper : Kathleen
- Antoni Corone : Edwin